# Clément Josso
Pour les articles homonymes, voir Josso.
Clément Josso (né le 6 décembre 1853 à Nantes et mort le 18 novembre 1928 à Paris) est un architecte français actif à Paris et à Nantes.
Il est à l’origine du quartier de Port Lin au Croisic au tournant du XXe siècle.

## Biographie
Petit-fils de Louis-Prudent Douillard, Clément Marie Frédéric Josso naît le 6 décembre 1853 à Nantes. Il est l’élève de Gustave Bourgerel et de Lucien Douillard (1829 - 1888) — dont il est le neveu — à l’École nationale supérieure des beaux-arts dont il sort diplômé en 1883.
Il poursuit en parallèle une carrière militaire et est successivement sapeur en 1873, caporal de réserve en 1879, sous-lieutenant en 1892, lieutenant en 1897, puis capitaine de réserve en 1906.
Il se marie avec Marie Jeanne Sophie Leronné en 1883 et le couple a sept enfants.
Il est membre des Amis des monuments parisiens de 1885 à 1900, de la Société centrale des architectes français à compter de 1888 et de la Société des artistes français.
Ruiné par son procès avec la Ville de Nantes, qui lui reproche des malfaçons dans la construction du musée local des Beaux-Arts, il doit vendre sa maison du Croisic baptisée « Stella Maris ».

## Œuvre architecturale
Clément Josso est actif à Paris de 1883 à 1914 où il construit des immeubles de rapport et où il est nommé inspecteur des travaux de la Ville. Il conçoit également plusieurs villas à Issy-les-Moulineaux et participe aux travaux du séminaire Saint-Sulpice.
Il intervient dans les travaux de l’hospice de Montrouge et est l’auteur du musée des Beaux-Arts de Nantes, construit à partir de 1893 et inauguré en 1900.
Il est le principal initiateur de l’avènement du quartier de Port Lin au Croisic, où il construit en particulier :
- la maison dite Chalet Saint-Georges, en 1895[6] ;
- la maison Les Goëlands, vers 1905[7] ;
- la maison Ker Gabrielle, en 1893[8] ;
- la maison Ker Margaret, en 1895[9] ;
- la maison Saint-Charles, vers 1893[10] ;
- la maison Saintes-Marie-Amélie, en 1898[11] ;
- la maison Saint-René, vers 1894[12] ;
- la maison Stella Maris[4] ;
- la maison dite Villa du Lin[13].